# Carme Serra
Carme Serra Viaplana (Barcelona, 1938) es una artista española. Sus telas quemadas y sus abstracciones minimalistas convierten el hecho pictórico en un ejercicio mural que redefine el espacio donde tiene lugar la exposición, tal como destacaba Teresa Blanch en su texto para el catálogo de una exposición que hizo en el Espacio 10 de la Fundación Joan Miró el año 1978. Se conserva obra suya en el MACBA.